# Elevador da Bica
Elevador da Bica eller Ascensor da Bica (Bica Kabelbane) er en kabelbane i Lissabon, Portugal. Kabelbanen skaber forbindelse mellem Calçada do Combro/Rua do Loreto (øverste station) og Rua de S. Paulo (nederste station). Kabelbanen drives af 'Carris', der er Lissabons buskompagni.
Bica Kabelbanen blev taget i brug den 28. juni 1892. Linjen går stejlt opad de 245 meter ad Rua da Bica med start fra stationen ved Rua S. Paulo. Denne station er nærmest skjult bag en 'almindelig' husfacade med inskriptionen Ascensor da Bica.
Banen blev konstrueret af Raoul Mesnier de Ponsard og blev i 2002 føjet til listen af Nationale Mindesmærker.

## Fremdrivning
Trækkablet er skjult i en kanal i jorden i midten af skinnelegemet i modsætning til det mest almindelige ved kabelbaner, nemlig at kablet ligger synligt over jorden. Kabelbanen drives af elektricitet.

## Links
- Hjemmeside for carris (på engelsk) Arkiveret 4. september 2013 hos  Wayback Machine
- Omtale af banen og kvarteret deromkring (på engelsk) Arkiveret 20. september 2013 hos  Wayback Machine

38°42′31″N 9°08′48″V / 38.708704°N 9.146783°V